# Mydzk Wielki
Mydzk Wielki (ukr. Великий Мидськ) – wieś na Ukrainie, w obwodzie rówieńskim, w rejonie rówieńskim, w hromadzie Kostopol. W 2023 roku liczyła 862 mieszkańców, spośród których 862 wskazało jako ojczysty język ukraiński.
W okresie międzywojennym wieś znajdowała się w granicach II RP, wchodząc w skład gminy Stydyń w powiecie kostopolskim, w województwie wołyńskim.

## Urodzeni
- Bazyli (Wasylcew)